# Johannes Nucius

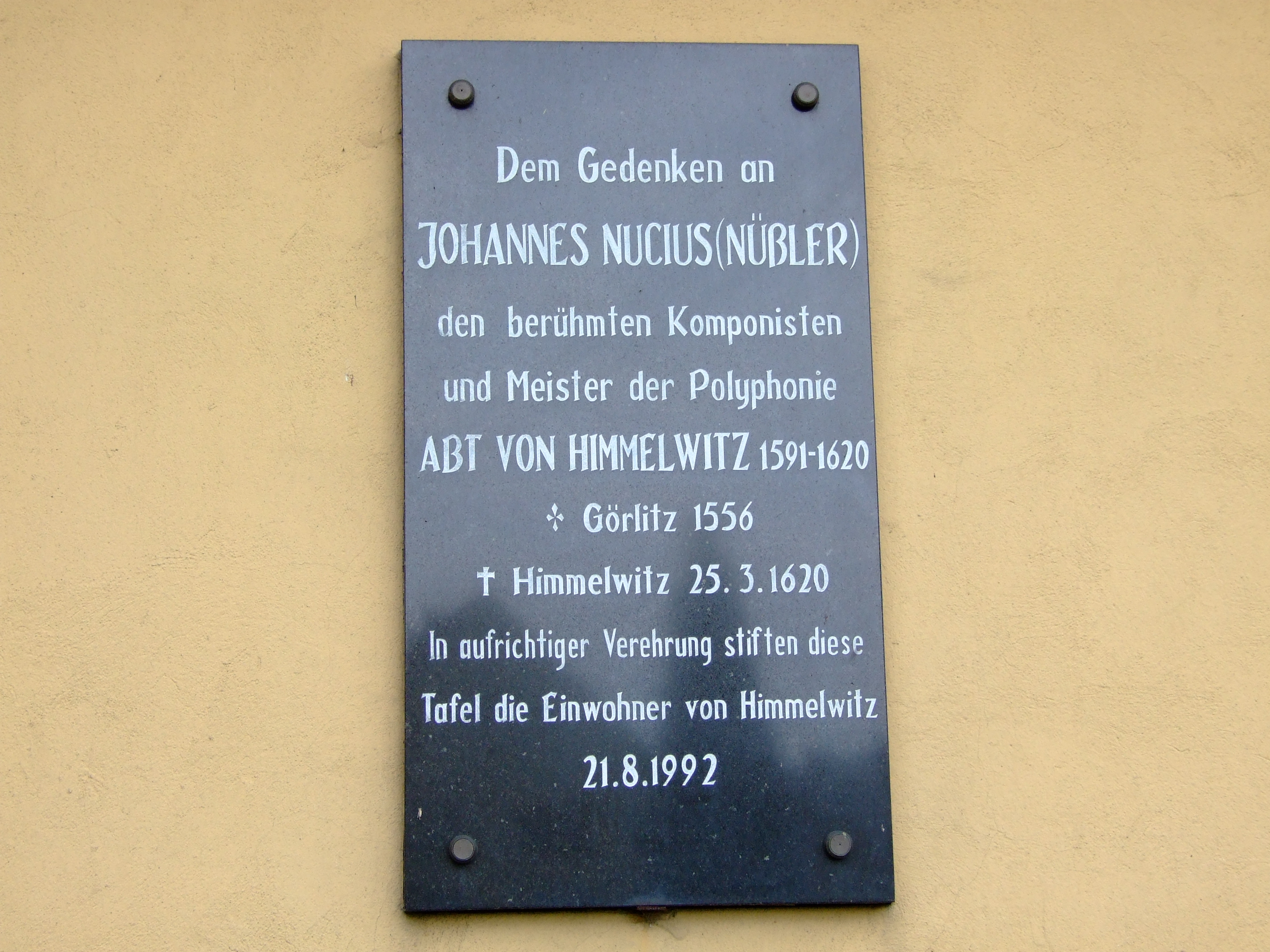
Tablica upamiętniająca J. Nuciusa na ścianie kościoła klasztornego w Jemielnicy

Johannes Nucius, także Johannes Nux, Johannes Nucis (ur. ok. 1556 w Görlitz, zm. 25 marca 1620 w Jemielnicy) – niemiecki kompozytor późnorenesansowy i teoretyk muzyki, zakonnik cysterski.
Uczył się kompozycji w swoim rodzinnym mieście u Johannesa Wincklera, a ogólną edukację zdobył w gimnazjum w Raciborzu. 
Około 1586 roku wstąpił do zakonu Cystersów, ok. 1586 złożył śluby zakonne w opactwie w Rudach, gdzie przebywał do 1591 r. W tymże roku został opatem klasztoru w Jemielnicy, pełniąc tę funkcję do śmierci, choć od 1598 scedował niektóre obowiązki administracyjne na przeora, by móc zaangażować się bardziej w twórczość muzyczną. Odegrał dużą rolę przy odbudowie opactwa po pożarze z 1617 r..
Głównym dziełem Nuciusa jest Musices poeticae, będące ważnym traktatem na temat praktyki kompozycyjnej początków XVII w.; oddziaływała ona na późniejsze publikacje tego typu aż do I poł. XVIII w. Zachowane kompozycje Nuciusa to późnorenesansowa muzyka polifoniczna, głównie 102 motety, napisane przede wszystkim do tekstów łacińskich (5 do utworów po niemiecku), wydane w dwóch tomach w Legnicy i Pradze, a następnie we Wrocławiu w 1933. Ponadto komponował msze, z których dwie przetrwały do dziś w postaci manuskryptów. Są to missa parodia.  
Zdecydowana większość rękopisów Nuciusa nie zachowała się, gdyż spaliły się w 1617 oraz 1733 w czasie pożarów klasztoru jemielnickiego. 
Jest patronem Publicznego Gimnazjum w Jemielnicy.